# Viercontinentenkampioenschappen schaatsen
De Viercontinentenkampioenschappen schaatsen (officieel ISU Four Continents Speed Skating Championships) werden in 2020 voor het eerst gehouden als equivalent van de Europese kampioenschappen schaatsen voor alle andere continenten. De ISU organiseert al sinds 1999 een viercontinentenkampioenschap in het kunstschaatsen.
De eerste editie vond plaats van 31 januari tot en met 2 februari 2020 in Milwaukee, Verenigde Staten. Een geplande tweede editie in de winter van 2020/2021 werd afgelast in verband met de coronapandemie. Eind 2021 en 2022 kon het toernooi weer doorgaan.

## Edities
| Jaar | Plaats         | Format                          |
| ---- | -------------- | ------------------------------- |
| 2020 | Milwaukee      | Afstanden (14)                  |
| 2021 | Calgary        | Afgelast vanwege coronapandemie |
| 2022 | Calgary        | Afstanden (14)                  |
| 2023 | Quebec         | Afstanden (14)                  |
| 2024 | Salt Lake City | Afstanden (14)                  |
| 2025 | Hachinohe      | Afstanden (14)                  |
| 2026 | Salt Lake City | Afstanden (14)                  |
| 2027 | Peking         | Afstanden (14)                  |